# Kolbjørn Buøen
Kolbjørn Engebretsen Buøen, född 20 januari 1895 i Flå, Hallingdal, död 5 oktober 1975 i Oslo, var en norsk skådespelare.
Buøen var son till lanthandlaren och lantbrukaren Engebret Levorsen Buøen (1852–1906) och Maria Kolbjørnsdatter Trøstheim (1862–1945). Han gick ettårigt handelsgymnasium och studerade därefter sång och deklamation under två år vid Musikkonservatoriet i Oslo. Åren 1917–1920 arbetade han på bank i Oslo innan skådespelarintresset tog över. Han scendebuterade den 3 februari 1920 på Den Nationale Scene i Bergen i rollen som Mortimer i Schillers Maria Stuart. Han stannade vid teatern fram till och med 1938 och gjorde sig bemärkt i karaktärsroller som Sang i Bjørnstjerne Bjørnsons Over aevne I samt titelrollerna i Arne Garborgs Laeraren och Pär Lagerkvists Bödeln.
Mellan 1938 och 1965 verkade han vid Nationaltheatret där han kom att spela över 300 roller. Med sitt aristokratiska utseende och sångbegåvning blev han tidigt en viktig del av teaterns ensemble. Han gjorde sig här bemärkt i flera Henrik Ibsen-pjäser och i huvudrollen som Willy Loman i En handelsresandes död. I sin avskedsföreställning gjorde han titelrollen i John Gabriel Borkman.
Vid sidan av teatern gjorde Buøen åtta film- och TV-roller. Han debuterade 1951 i Kranes konditori och hade mestadels biroller. År 1970 gjorde han dock en större roll som Oberst Philipson i Operasjon V for vanvidd. Han gjorde sin sista filmroll 1975 i Eiszeit.
Buøen erhöll Kritikerprisen 1956 och mottog flera stipendier. Han var ordförande för Norsk skuespillerforbunds Bergenavdelning 1935–1938.

## Filmografi
- 1951 – Kranes konditori
- 1962 – De gamles julaften
- 1966 – Nederlaget
- 1967 – Don Carlos
- 1968 – Bare et liv – historien om Fridtjof Nansen
- 1968 – Prinsessa på villovägar
- 1970 – Operasjon V for vanvidd
- 1975 – Eiszeit